# Jean Doroz
Jean Doroz (Poligny, ca. 1537 - Lausana, 26 de agosto de 1607), también conocido como Dorotheus, fue un sacerdote católico francés, obispo auxiliar de Bensanzón, titular de Nicópolis de Palestina y obispo de Lausana.

## Biografía
Jean Doroz nació hacia el año 1537, en Poligny, en la antigua región de Franco Condado (Francia). Estudió en Dole donde se doctoró en teología y derecho canónico. Fue nombrado obispo auxiliar de la diócesis de Besanzón y obispo titular de Nicópolis en Palestina el 20 de agosto de 1585. El 13 de agosto de 1600, el papa Clemente VIII le nombró obispo de la diócesis de Lausana. Gobernó la diócesis de 1600 a 1607, en un tiempo en el que no se había resuelto la cuestión de la residencia episcopal, debido a los problemas con los calvinistas, ya que en tiempos de la Reforma protestante, la mayor parte de las posesiones de la diócesis, incluida la catedral y el palacio episcopal, pasaron a manos de estos. Para contraatacar el avance de la reforma, Doroz apoyó el nacimiento de nuevos institutos religiosos y favoreció la fundación de otros en el territorio diocesano aún en poder de los católicos. Entre los institutos favorecidos por el obispo se encuentra Compañía de Santa Úrsula, fundada por Anne de Xainctonge, la cual aprobó el 24 de enero de 1606. A pesar de sus esfuerzos, Jean Doroz murió, el 26 de agosto de 1607, sin haber resuelto el problema de la residencia episcopal.